# Coahuiltekisch

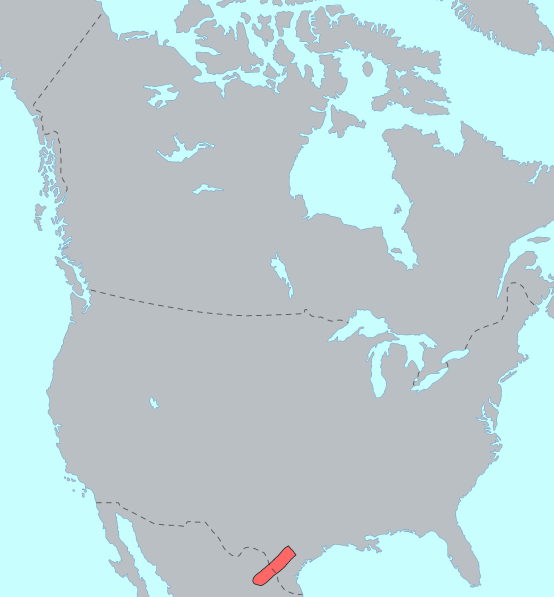
Sprachgebiet des Coahuiltekischen

Coahuiltekisch, auch Coahuilteco (ISO 639-3: xcw), ist eine indigene amerikanische Sprache, welche im südlichen Texas und im Nordosten Mexikos verbreitet war. Die coahuiltekischen Dialekte sind alle ausgestorben. Coahuiltekisch war die Sprache der Coahuiltec-Völker.
Edward Sapir postulierte 1920 eine Zuordnung des Coahuiltekischen und der Sprachen der Tonkawa und Karankawa gemeinsam mit den Hoka-Sprachen zu einer Hoka-Coahuiltekisch-Gruppe, mittlerweile gilt Coahuiltekisch laut Rudolph C. Troike als isolierte Sprache. Als Charakteristika des Coahuiltekischen sind das Vorhandensein von ejektiven Lauten, die Satzteilreihenfolge Subjekt-Objekt-Verb und eine Kongruenz zwischen Subjekt und Objekt überliefert.
Die besten Informationen zu den Coahuilteco-Sprechern entstammen Damián Mazanet und Bartholomé García, die Ende des 17. bzw. Mitte des 18. Jahrhunderts die indigene Bevölkerung der Region und ihre Sprachen dokumentierten. Nach dem Ende des 18. Jahrhunderts gibt es keine Zeugnisse der Sprache mehr. Die Bezeichnung Coahuilteco wurde im 19. Jahrhundert vom mexikanischen Linguisten Manuel Orozco y Berra geprägt.